# Wiborg (Provinz)

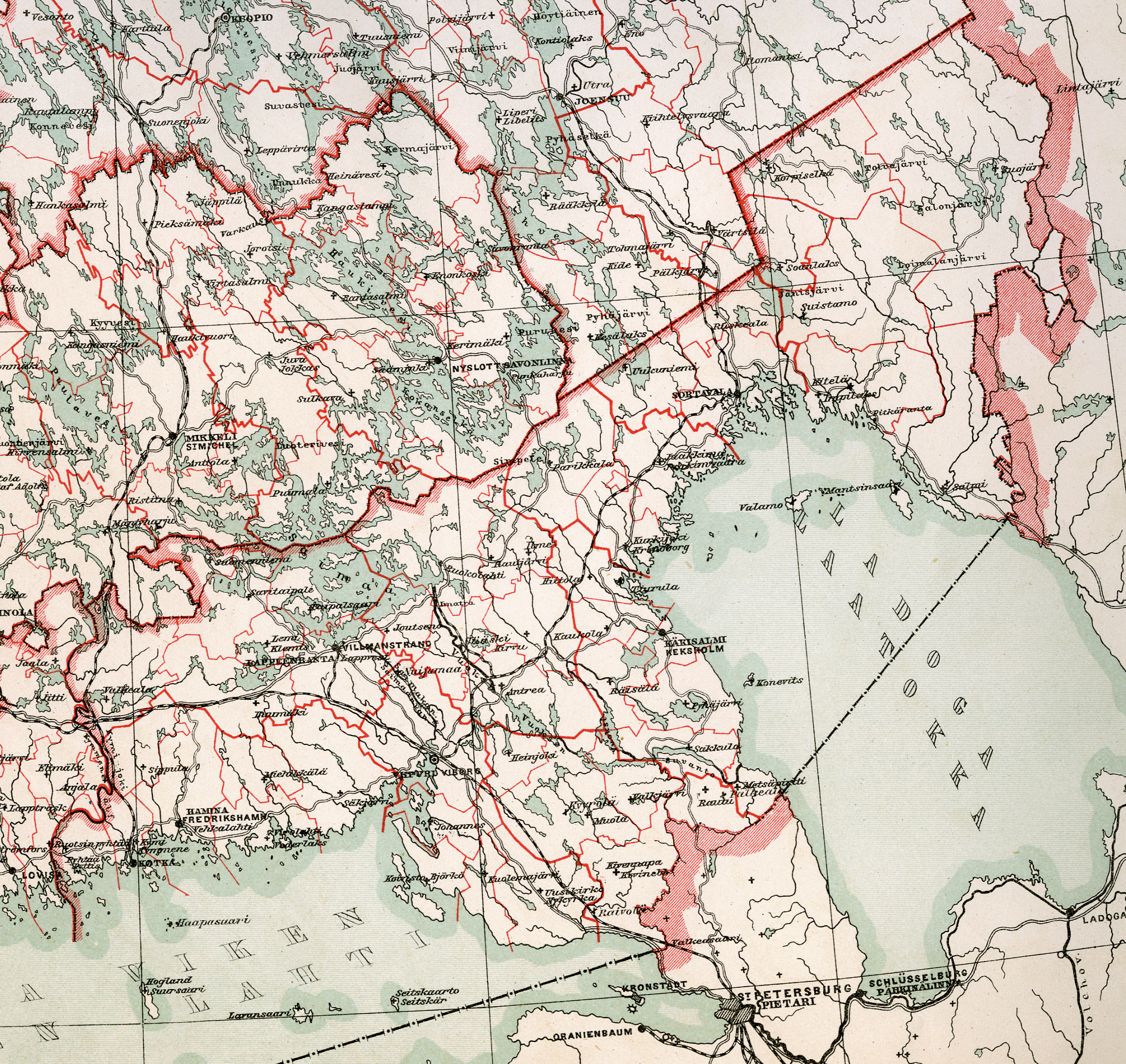
Karte der Provinz Viipuri (1897)

Die Provinz Wiborg (finnisch Viipurin lääni, schwedisch Viborgs län) war von 1812 bis 1945 eine Provinz (lääni/län) Finnlands in der historischen Landschaft Karelien. Sie hatte Wiborg (finnisch Viipuri, schwedisch Viborg, heute russisch Wyborg) als Hauptstadt und umfasste die heutige Landschaft Südkarelien, den östlichen Teil von Kymenlaakso sowie die damals zu Finnland gehörigen Gebiete auf der Karelischen Landenge und nördlich des Ladogasees (sog. Ladoga-Karelien).
Während der Zugehörigkeit Finnlands zu Schweden hatte es von 1634 bis 1721 bereits eine Provinz Viipuri-Savonlinna (Viborgs och Nyslotts län) gegeben, allerdings mit ganz anderem Zuschnitt. Das Gebiet der späteren Provinz Wiborg fiel 1721 bzw. 1743 an Russland. Nachdem auch das restliche Finnland 1809 an Russland gefallen war, wurde das sogenannte Altfinnland 1812 dem neu gegründeten autonomen Großfürstentum Finnland angegliedert und in die Provinz Wiborg umgewandelt. Bei der Provinzreform von 1831 wurden einige Gebiete (insbesondere Savonlinna und Umgebung) an die neu gegründete Provinz Mikkeli abgetreten.
Nach Ende des verlorenen Winterkriegs musste Finnland 1940 den Großteil der Provinz Wiborg samt der Stadt Wiborg an die Sowjetunion abtreten. Im Fortsetzungskrieg eroberte Finnland das Gebiet 1941 zwischenzeitlich zurück, trat es aber 1944 endgültig ab. Infolgedessen wurden die auf finnischer Seite verbliebenen Teile der Provinz 1945 in die Provinz Kymi umgewandelt.